# Chiến dịch chính trị

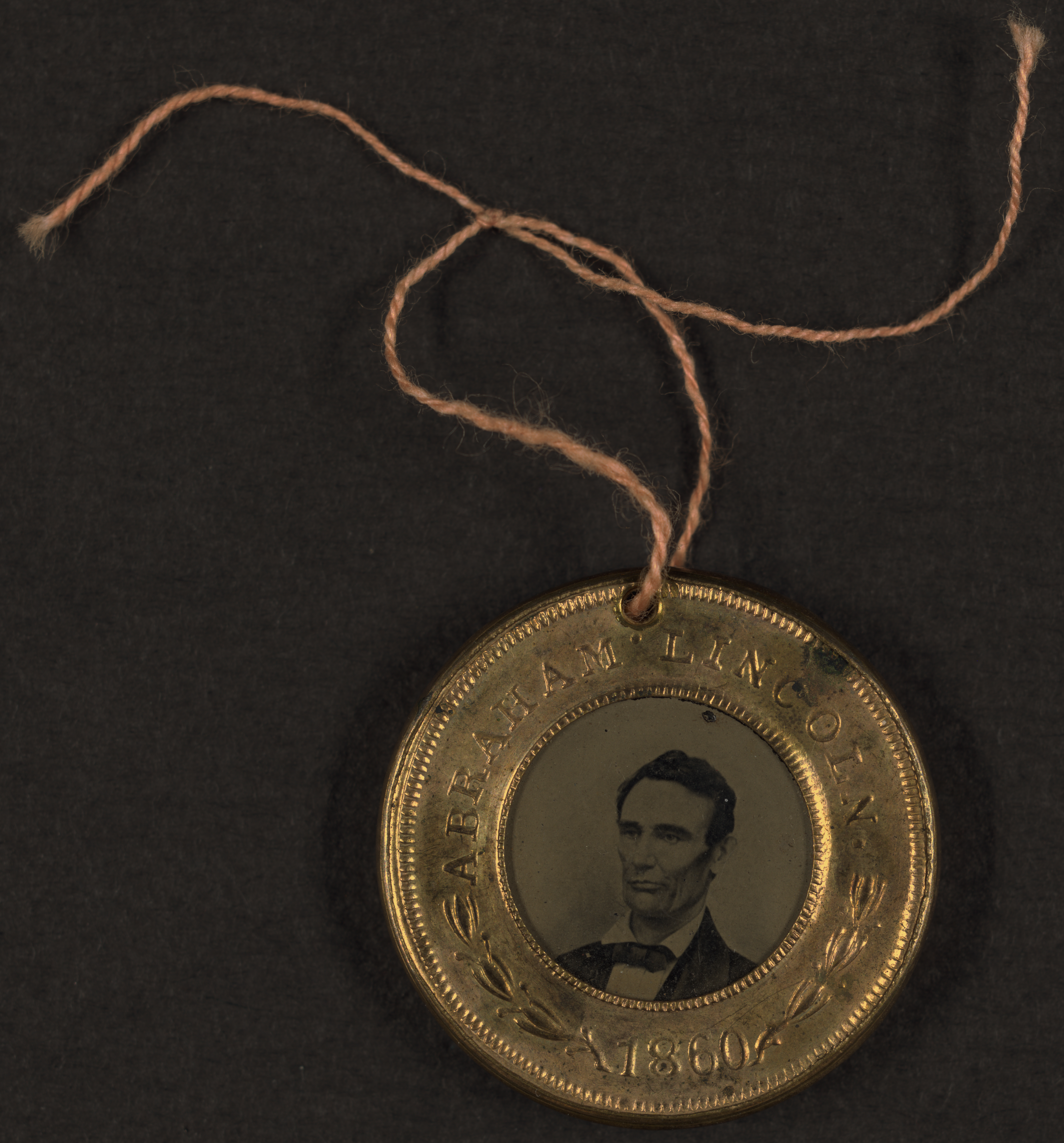
Biểu tượng chiến dịch tranh cử tổng thống cho Abraham Lincoln, 1860. Mặt trái của nút cho thấy một bức chân dung của người đồng tranh cử Hannibal Hamlin.

Một chiến dịch chính trị là một nỗ lực có tổ chức nhằm tìm cách ảnh hưởng đến tiến trình ra quyết định trong một nhóm cụ thể. Trong các nền dân chủ, các chiến dịch chính trị thường đề cập đến các chiến dịch bầu cử, theo đó các đại diện được chọn hoặc trưng cầu dân ý được quyết định. Trong chính trị hiện đại, các chiến dịch chính trị cao cấp nhất tập trung vào các cuộc bầu cử chung và các ứng cử viên cho nguyên thủ quốc gia hoặc người đứng đầu chính phủ, thường là tổng thống hoặc thủ tướng.

## Thông điệp của chiến dịch

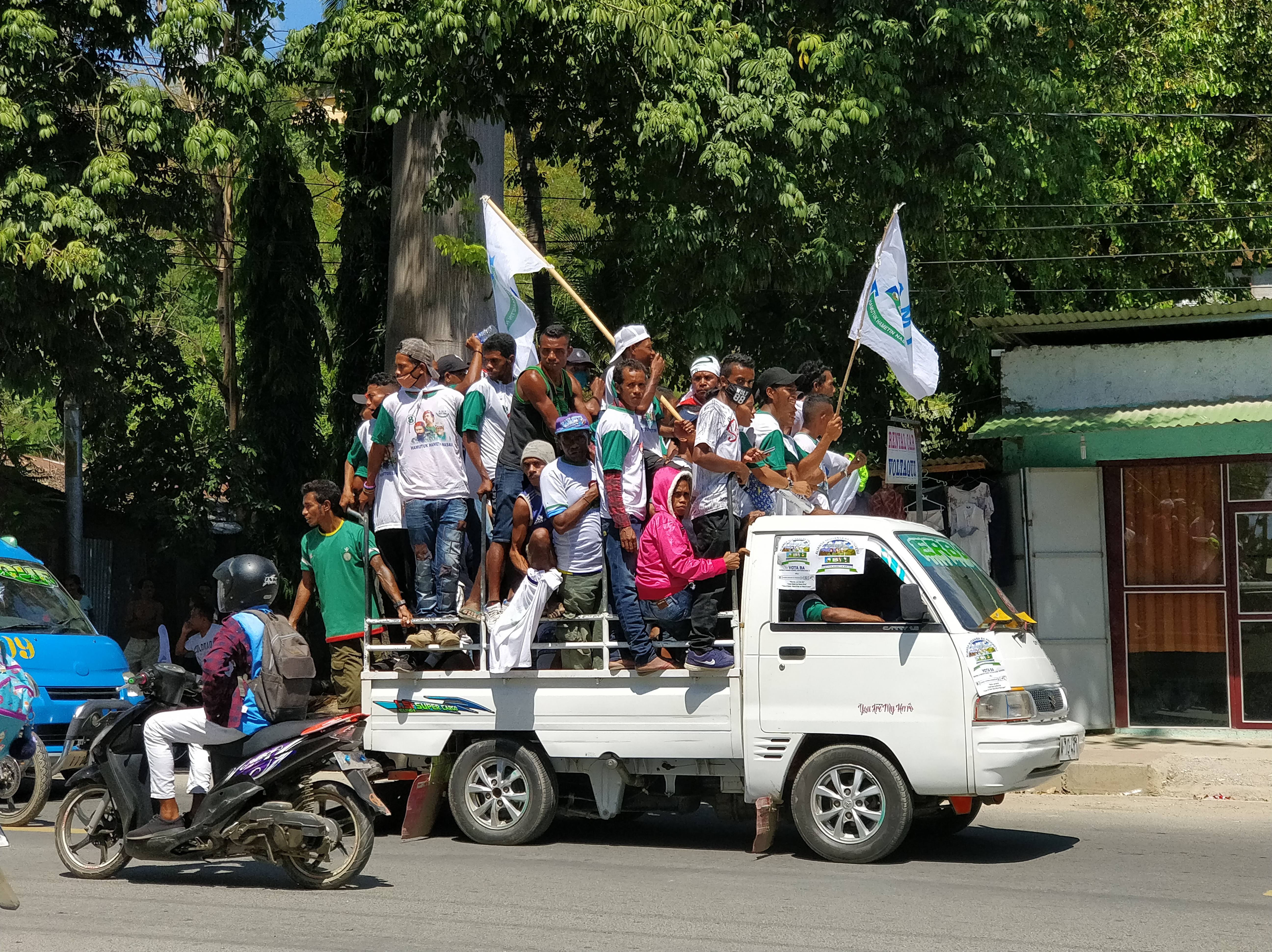
Chiến dịch bầu cử ở Đông Timor: Truck Rally

Thông điệp của chiến dịch chứa những ý tưởng mà ứng cử viên muốn chia sẻ với cử tri. Chiến dịch có mục đích để có được những người đồng ý với ý tưởng của họ để hỗ trợ họ khi tranh cử cho một vị trí chính trị. Thông điệp thường bao gồm một số nơi để trao đổi về các vấn đề chính sách. Các điểm tóm tắt các ý tưởng chính của chiến dịch và được lặp lại thường xuyên để tạo ấn tượng lâu dài với cử tri. Trong nhiều cuộc bầu cử, đảng đối lập sẽ cố gắng làm ứng viên "không thể truyền thải thông điệp" bằng cách đưa ra các câu hỏi chính sách hoặc cá nhân không liên quan đến các điểm thảo luận. Hầu hết các chiến dịch thích giữ thông điệp có quy mô rộng rãi để thu hút các cử tri tiềm năng nhất. Một thông điệp quá hẹp có thể khiến cử tri xa lánh hoặc làm ứng cử viên thụt lùi khi phải giải thích chi tiết. Chẳng hạn, trong cuộc bầu cử tổng thống Mỹ năm 2008 John McCain ban đầu đã sử dụng một thông điệp tập trung vào tinh thần yêu nước và kinh nghiệm chính trị của ông: "Quốc gia là trên hết"; Sau đó, thông điệp đã được thay đổi để chuyển sự chú ý đến vai trò của ông là "Maverick cơ sở" trong cơ sở chính trị. Barack Obama chạy theo một thông điệp đơn giản, nhất quán về sự "thay đổi" trong suốt chiến dịch của mình. Tuy nhiên, ngay cả khi thông điệp được soạn thảo cẩn thận, nó không đảm bảo cho ứng cử viên chiến thắng tại các cuộc thăm dò. Đối với một ứng cử viên chiến thắng, thông điệp được tinh chỉnh và sau đó trở thành thông điệp chính thức khi nhậm chức.

## Tài chính của chiến dịch
Các kỹ thuật gây quỹ bao gồm yêu cầu ứng cử viên gọi điện gặp gỡ các nhà tài trợ lớn, gửi lời cầu xin trực tiếp đến các nhà tài trợ nhỏ và các nhóm lợi ích cuối cùng, mà có thể chi hàng triệu đô la vào cuộc đua nếu điều đó có ý nghĩa với lợi ích của họ.

## Tổ chức
Trong một chiến dịch chính trị hiện đại, bộ phận tổ chức chiến dịch (hoặc "cỗ máy") sẽ có một cơ cấu nhân sự mạch lạc theo cách tương tự như bất kỳ doanh nghiệp nào có quy mô tương tự.

### Người quản lý chiến dịch
Các chiến dịch thành công thường yêu cầu người quản lý chiến dịch điều phối các hoạt động của chiến dịch. Ngoài ứng cử viên ra, thì họ thường là một nhà lãnh đạo dễ thấy nhất của chiến dịch. Các nhà quản lý chiến dịch hiện đại có thể quan tâm đến việc thực hiện chiến lược hơn là thiết lập chiến lược - đặc biệt nếu các chiến lược gia cao cấp thường ở bên ngoài các chuyên gia tư vấn chính trị như chủ yếu là người đo tỷ lệ ủng hộ và tư vấn truyền thông.

### Nhà tư vấn chính trị
Các nhà tư vấn chính trị tư vấn các chiến dịch về hầu như tất cả các hoạt động của họ, từ nghiên cứu đến chiến lược thực địa. Tư vấn tiến hành nghiên cứu ứng cử viên, nghiên cứu cử tri và nghiên cứu đối lập cho khách hàng của họ.

### Các nhà hoạt động
Các nhà hoạt động là những "chiến binh" trung thành với chính nghĩa, những tín đồ chân chính sẽ thực hiện cuộc chạy đua của các nhà hoạt động tình nguyện. Tình nguyện viên và thực tập như thế có thể tham gia vào các hoạt động như vận động đến từng nhà và thực hiện cuộc gọi điện thoại trên danh nghĩa của chiến dịch.